# Estola albosetosa
Estola albosetosa là một loài bọ cánh cứng trong họ Cerambycidae.